# Никольское (Ново-Ямское сельское поселение)
Никольское — опустевшая деревня в Старицком районе Тверской области. Входит в состав Ново-Ямского сельского поселения.

## География
Находится в южной части Тверской области на расстоянии приблизительно 7 км на юго-восток от районного центра города Старица.

## История
Деревня была отмечена ещё на карте 1825 года. В 1859 году здесь (сельцо Старицкого уезда) был учтен 21 двор, в 1945 — 17.

## Население
Численность населения: 184 человека (1859 год), 0 как в 2002 году, так и в 2010.